# Carmine Santo Patarino
Carmine Santo Patarino (Castellaneta, 2 giugno 1944) è un politico italiano.

## Biografia
Consigliere comunale di Castellaneta, è eletto per la prima volta deputato alla Camera nel 1987, nella lista del Movimento Sociale Italiano nel collegio di Lecce.
È riconfermato alla politiche del 1992 e del 1994 sempre per il Msi.Membro del consiglio direttivo di An alla Camera nel 1994. Non rieletto nel 1996, torna alla Camera nel 2001 con la coalizione Casa delle Libertà nel collegio di Massafra, si iscrive al gruppo di Alleanza Nazionale ed è presidente della commissione di vifilanza della Cassa depositi e prestiti.
È riconfermato alla Camera nel 2006 per An e nel 2008 con il PdL. Vicino ai finiani di Area Nazionale, il 30 luglio 2010 aderisce al gruppo Futuro e Libertà diventando vice capogruppo di Fli alla Camera.